# Karel Musil
Karel Musil (* 26. března 1966) je bývalý český fotbalista.

## Fotbalová kariéra
V československé lize hrál za TJ Dynamo České Budějovice. Nastoupil v 1 ligovém utkání.

## Ligová bilance
| Ročník                                   | Zápasy | Góly | Klub                       |
| ---------------------------------------- | ------ | ---- | -------------------------- |
| 1. československá fotbalová liga 1986/87 | 1      | 0    | TJ Dynamo České Budějovice |
| CELKEM                                   | 1      | 0    |                            |